# 太平山镇
太平山镇，是中华人民共和国吉林省松原市长岭县下辖的一个乡镇级行政单位。

## 行政区划
太平山镇下辖以下地区：
南太平山村、西新村、永安村、车木卜村、平安村、吴大屯村、兴龙山村、徐家屯村、三教寺村、庐家屯村和新太平山村。